# (4067) Mikhelʹson
(4067) Mikhelʹson ist ein Hauptgürtelasteroid, der am 11. Oktober 1966 von Nikolai Stepanowitsch Tschernych am Krim-Observatorium entdeckt wurde.
Der Asteroid wurde nach dem russischen Wissenschaftler Nikolai Nikolajewitsch Michelson benannt.